# Saint-Félix-de-Lodez
Saint-Félix-de-Lodez là một xã thuộc tỉnh Hérault trong vùng Occitanie phía nam nước Pháp.